# Sissala Ocidental

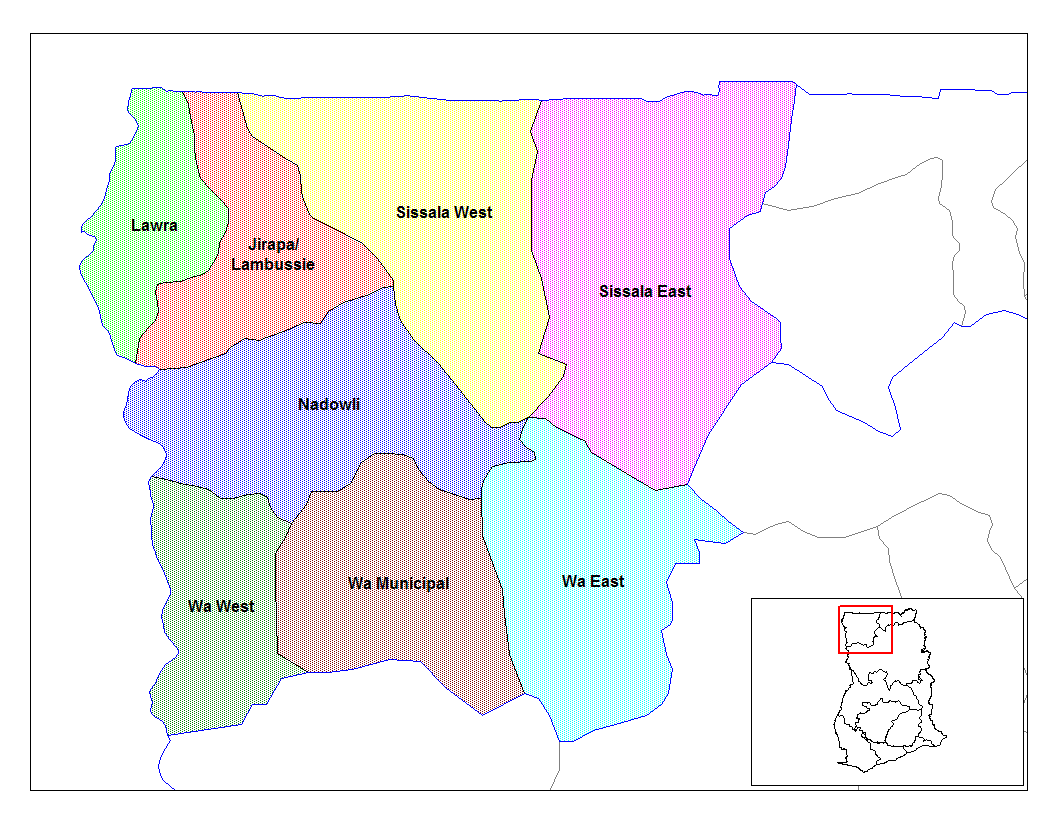
Distritos do Alto Ocidental

O Distrito de Sissala Ocidental é um dos oito distritos localizado no Alto Ocidental, uma das Regiões do Gana.